# So lonely
So lonely (schwedischer Originaltitel Hjärtans fröjd) ist ein Jugendroman des schwedischen Autors Per Nilsson, der 1992 beim Verlagen Rabén & Sjögren veröffentlicht wurde. Die deutsche Erstausgabe in einer Übersetzung von Birgitta Kicherer erschien 1996 bei Oetinger. Das Buch handelt von einem schwedischen Jugendlichen, der eine Beziehungskrise zu verarbeiten versucht.
Der Roman wurde in mehrere Sprachen übersetzt und 1997 mit dem Deutschen Jugendliteraturpreis in der Rubrik „Jugendbuch“ ausgezeichnet. Im Jahr 2007 erschien eine Fortsetzung des Buches mit dem Titel The Return of Hjärtans Fröjd.

## Handlung
An einem Samstagabend sitzt die Hauptperson, ein Junge, dessen Name unbekannt ist, der vom Erzähler „er“ genannt wird, vor dem Schreibtisch. Er ist allein zu Hause, und seine Mutter und seine Schwester sind ohne ihn in ihr Ferienhaus verreist. Vor ihm auf dem Schreibtisch liegen einige Dinge, die er mit seiner ersten großen Liebe verbindet. Er will diese Erinnerungen vernichten. Dabei kehren sie zurück:
Im September fällt sie ihm das erste Mal im Bus auf. Ihr rotes Haar verzaubert ihn. Er verliebt sich sofort und nennt sie „Herztrost“. Einige Monate später kommen sie ins Gespräch, und er erfährt, dass sie Ann-Katrin heißt. Bis Mitte Frühling treffen sie sich jeden Montag, Dienstag und Donnerstag im Bus. Er sieht in ihren Gesprächen ein Spiel, das nur für zwei gedacht ist.
Als sie eines Tages ihre deutsche Grammatik im Bus vergisst, hat er einen Grund, sie zu besuchen. Sie treffen sich öfter, und nach einiger Zeit, als die Eltern wieder einmal nicht da sind, verbringen sie die erste gemeinsame Nacht. 
Bald darauf muss er für vier Wochen in die USA. Darauf hat er sich eigentlich gefreut, doch er vermisst sie und seit er Ann-Katrin kennt, will er möglichst schnell zurück. Er schreibt ihr zwölf lange Briefe und sendet ihr außerdem sämtliche Gedichte und Gedanken, die sich um sie drehen.
Als er nach Hause kommt, kann er es kaum erwarten, sie wiederzusehen, und rennt sofort zu ihr. Schlaftrunken und überrascht, weil sie ihn noch nicht erwartet hat, öffnet sie ihm die Tür. Als sie in der Küche mit ihm reden will, kommt ein fremder Mann aus ihrem Schlafzimmer. Er heißt Hans-Peter und kommt aus der Schweiz. Der Junge nennt ihn einfach nur „Nazi-Hans“.
Als er erfährt, dass sie einen Kinobesuch planen, lädt er sich selbst ein und begleitet sie. Mit Ann-Katrins Verhalten kann er nichts anfangen und versteht erst, nachdem sie sich getrennt haben, dass er überflüssig war.
Seitdem lacht er nicht mehr und verweigert jegliche Hilfe. Auch Ann-Katrin bleibt bei ihm erfolglos. Als er erkennt, dass sein Selbstmitleid ihn nicht weiterbringt, ändert er sich. Als Ann-Katrin ihn fragt, ob sie ihn anrufen soll, wenn sie von ihrem Segelurlaub zurückkommt, stimmt er zu.
Als das Telefon klingelt, möchte er Ann-Katrin zunächst die Hoffnung auf eine Beziehung nehmen. Er nimmt aber den Hörer nicht ab und flüstert, dass er sie liebe.

## Rezeption
Romy Ash schreibt in ihrer Buchrezension: „In So lonely fängt Per Nilsson die ganze Intensität einer ersten Teenager-Liebe und den Schmerz des Liebeskummers ein. Der ehrliche, frei heraus geschriebene Roman wirft einen Blick auf das universelle Thema der verlorenen Liebe. […] Der Aufbau ist ungewöhnlich: Die Kapitelaufteilung orientiert sich an den gesammelten Objekten und die Erzählperspektive wechselt zwischen erster und dritter Person, was zusätzlich Spannung aufbaut. Nilsson, ein Meister des Jugendromans, zeigt, was es heißt, jung und zum ersten Mal verliebt zu sein.“ In der Jury-Begründung für die Verleihung des Deutschen Jugendliteraturpreises heißt es: „Ein Buch, das Liebe und Liebesleid buchstabiert: von Angst bis Zorn, von Zärtlichkeit bis Alleinsein. Ein Buch, das tiefe Glückseligkeit und tragisches Leiden nachempfinden lässt. Nicht zuletzt ein Buch, das den seltenen Blick in das Liebesjammertal eines männlichen Protagonisten gewährt.“ Die Arbeitsstelle für Kinder- und Medienforschung der Universität zu Köln schreibt: „Nicht nur die wundervoll-traurige Liebesgeschichte macht dieses Buch so lesenswert, sondern auch ihre außergewöhnliche Darstellung: das Abwechseln des gegenwärtigen Geschehens mit den Rückblicken, das filmische Erzählen, die vielen Vorverweise, Verrätselungen und intertextuellen Bezüge. Mit So lonely ist Per Nilsson ein herausragendes Jugendbuch gelungen, für das er 1997 zurecht den Deutschen Jugendliteraturpreis erhielt.“

## Referenzen
So lonely ist in dem literarischen Nachschlagewerk 1001 Kinder- und Jugendbücher – Lies uns, bevor Du erwachsen bist! für die Altersstufe 12+ Jahre enthalten.

## Ausgaben
- Hjärtans fröjd. Rabén & Sjögren, Schweden 1992 (schwedisch).
- So lonely. Oetinger, Hamburg 1996.